# وینچا
وینچا (به صربی: Vinča) یک منطقهٔ مسکونی در صربستان است که در گروتسکا واقع شده‌است. وینچا ۱۸٫۹۵ کیلومتر مربع مساحت و ۶٬۷۷۹ نفر جمعیت دارد.